# IC 1952
IC 1952 је спирална галаксија у сазвјежђу Еридан која се налази на листи објеката дубоког неба у Индекс каталогу.
Деклинација објекта је - 23° 42' 46" а ректасцензија 3h 33m 26,6s. Привидна величина (магнитуда) објекта IC 1952 износи 12,8 а фотографска магнитуда 13,6. IC 1952 је још познат и под ознакама ESO 482-8, MCG -4-9-25, IRAS 03312-2352, PGC 13171.